# Джузеппе Онья
Джузеппе Онья (італ. Giuseppe Ogna, 5 листопада 1933 — 8 травня 2010) — італійський велогонщик.
Бронзовий призер Олімпійських Ігор 1956 року на тандемах.
Чемпіон світу з трекових велоперегонів 1955 року в спринті.